# Thang Duy
Thang Duy (giản thể: 汤唯; phồn thể: 湯唯; bính âm: Tāng Wéi, tiếng Anh: Tang Wei, Rebecca Tang, sinh ngày 7 tháng 10 năm 1979) là một nữ diễn viên người Trung Quốc. Cô được biết đến nhiều nhất qua vai diễn Vương Giai Chi trong phim điện ảnh Sắc, Giới (2007), qua đó giúp cô giành giải Kim Mã cho diễn viên mới xuất sắc nhất.
Là một trong tám vị đại hoa đán của nền điện ảnh Trung Quốc đại lục bên cạnh Tứ Đán Song Băng và Thư Kỳ, Thang Duy từng đứng vị trí thứ 18 trong danh sách 100 ngôi sao nổi tiếng Trung Quốc của Forbes vào năm 2008, thứ 70 vào năm 2013, thứ 38 vào năm 2014 và thứ 55 vào năm 2015. Ngoài Sắc, Giới, Thang Duy còn từng thủ vai nữ chính trong nhiều tác phẩm khác gây tiếng vang như Thu muộn (2010), Võ hiệp (2011), Thời đại hoàng kim (2014), Đêm tối cuối cùng ở địa cầu (2018) và Quyết tâm chia tay (2022).

## Tiểu sử & giáo dục
Thang Duy sinh ngày 7 tháng 10 năm 1979 tại thành phố Ôn Châu, tỉnh Chiết Giang và lớn lên tại thành phố Hàng Châu, Trung Quốc. Mẹ cô là một nữ diễn viên kỳ cựu còn cha cô là họa sĩ, nhà thư pháp, chuyên gia mỹ thuật nổi tiếng Thang Dư Minh. Các tác phẩm của ông nổi tiếng không chỉ ở quê nhà mà còn có sức ảnh hưởng sang cả Hồng Kông, Nhật Bản và Anh Quốc, bản thân ông cũng từng nhiều lần mở triển lãm, xuất hiện trên báo chí, phương tiện truyền thông của Nhật, hiện ông đang là hội trưởng Hội nghiên cứu di sản nghệ thuật văn hóa thế giới.
Trong một cuộc phỏng vấn, Thang Duy đã tiết lộ rằng bản thân cô chịu sự ảnh hưởng lớn từ cha, từng đi chu du khắp Trung Quốc để học vẽ.
Thang Duy tốt nghiệp trường trung học địa phương năm 1996, được thầy cô khen là một học sinh 'nghị lực' và 'một học sinh giỏi luôn luôn hoàn thành tốt bài tập'. Thang Duy chưa bao giờ có mơ ước là người nổi tiếng, ban đầu cô dự định theo đuổi ngành khảo cổ học hoặc làm luật sư.
Vì muốn ở gần mối tình đầu Chu Thần Vũ, người sau này cũng làm diễn viên, Thang Duy bỏ dở ý định làm họa sĩ, chuyển qua ôn thi Học viện Hý kịch Trung ương. Đáng tiếc, bạn trai thi đậu ngay lần đầu, còn cô ba năm liền bị đánh trượt. Năm thứ tư, cô mới đỗ vào ngôi trường nghệ thuật danh giá này. Nhưng thay vì ngành diễn viên, cô đổi qua học đạo diễn. Song song đó, cô tham gia một khóa đào tạo ngắn hạn về diễn xuất.

## Đời tư
Năm 1995, Thang Duy gặp nam diễn viên Chu Vũ Thần, anh sinh ra tại Thượng Hải và cùng cô theo học chuyên ngành truyền hình và diễn xuất tại Học viện Hý kịch Trung ương. Đến năm 1998, họ dọn đến sống chung trong khi còn đang đi học. Tuy nhiên, cặp đôi này chính thức chia tay vào năm 2002 - chỉ vài tuần trước khi tốt nghiệp.
Thời điểm năm 2004 - 2005, sau khi kết hợp cùng nhau trong phim truyền hình ngắn Policewoman Swallow, cô đã công khai hẹn hò với nam diễn viên Điền Vũ, thậm chí họ từng có dự định kết hôn. Tuy nhiên, sau hàng loạt những tranh cãi gay gắt về Sắc, giới, nam diễn viên đã quyết định hủy hôn với cô.
Năm 2014, cô thông báo đã kết hôn với nhà sản xuất, biên kịch phim, đạo diễn điện ảnh nổi tiếng người Hàn Quốc Kim Tae-yong trên hòn đảo Faro của Thụy Điển và cặp đôi chính thức đón con gái đầu lòng vào năm 2016.

## Sự nghiệp điện ảnh

### 1998 - 2006: Khởi đầu sự nghiệp
Thang Duy quyết định gia nhập làng giải trí vào năm 1998 và đóng một vai cameo trong bộ phim truyền hình Chinese Female Football. Cô tốt nghiệp Học viện Hý Kịch Trung ương, nơi cô theo học chuyên ngành đạo diễn. Từ lúc còn trên giảng đường, Thang Duy đã có cơ hội làm mẫu ảnh, đóng kịch. Năm 2004, cô thi Hoa hậu Hoàn vũ Trung Quốc, vào top 5 khu vực Bắc Kinh.
Sự nghiệp của cô chỉ mở ra khi Thang Duy làm hướng dẫn viên cho đạo diễn người Đài Loan Lại Thanh Xuyên trong chuyến đi của ông ở Trung Quốc. Đạo diễn Lại từng nhận xét: "Một số ngôi sao không phải là diễn viên xuất sắc, rất nhiều diễn viên xuất sắc không phải là ngôi sao nhưng Thang Duy may mắn có cả 2 tố chất". Lại Thanh Xuyên chính là người đã giới thiệu Thang Duy và giúp cô có những vai diễn đầu tiên, mặc dù cô ấy tương đối không được biết đến nhiều ở Trung Quốc vào thời điểm này. Tuy nhiên, bắt đầu từ năm 2004, cô đã có cơ hội đóng vai chính trong một bộ phim ngắn truyền hình, Policewoman Swallow (2004) và một vở kịch ngắn ở trường đại học, Che Guevara (2004) cũng như một số vai phụ trong các bộ phim truyền hình dài tập như Born in the 60s (2005), Silent Tears (2006).

### 2007 - 2008: Đỉnh cao sự nghiệp và lệnh cấm vận
Bước ngoặt sự nghiệp đến với Thang Duy năm 2006, khi cô vượt qua hơn 10.000 ứng viên để đảm nhận vai chính trong bộ phim Sắc, Giới của đạo diễn Lý An. Phim dựa trên truyện ngắn cùng tên xuất bản năm 1950 của nhà văn Trung Quốc Trương Ái Linh. Cả phim và truyện đều dựa trên sự kiện có thật diễn ra những năm 1930-1940. Thang Duy đảm nhận vai nữ chính của phim, Vương Giai Chi, một cô sinh viên năm thứ nhất bị cha bỏ rơi tại Trung Hoa khói lửa - được đặc vụ họ Ngô của Quốc dân đảng giao nhiệm vụ quyến rũ một tên trùm mật thám thân Nhật họ Dịch (Lương Triều Vĩ) để cả nhóm tìm cách thủ tiêu. Để phục vụ cho vai diễn, cô đã phải học cả tiếng Thượng Hải và phương ngữ Tô Châu.
Sau khi bộ phim được công chiếu rộng rãi và nhận vô số lời tán thưởng nhiệt liệt từ giới phê bình quốc tế, tên tuổi của Thang Duy cũng phất lên như diều gặp gió. Chỉ trong năm 2007, Sắc, Giới đã xuất sắc thắng giải Sư tử vàng tại Liên hoan phim Venice lần thứ 64 và đại thắng 7 giải thưởng tại Kim Mã lần thứ 44, trong đó hạng mục quan trọng nhất là Phim hay nhất. Đồng thời, phim cũng lọt vào danh sách phim hay nhất năm do New York Daily News và Los Angeles Times bình chọn. Gần đây nhất, Sắc, Giới được Hiệp hội phê bình Điện ảnh Đài Loan vinh danh là phim xuất sắc nhất thế kỉ XXI, và đứng thứ 57 trong danh sách 100 bộ phim xuất sắc nhất mọi thời đại của điện ảnh Hồng Kông do trang phê bình điện ảnh Time Out bình chọn. Vương Giai Chi của Sắc Giới đã giúp Thang Duy một bước vươn đến đẳng cấp ngôi sao quốc tế. Với Sắc Giới, cô đoạt hàng loạt giải thưởng danh giá trong đó có giải thưởng Kim Mã cho Diễn viên mới xuất sắc nhất, giải thưởng Diễn viên triển vọng tại Liên hoan phim Cannes và được đề cử Nữ diễn viên xuất sắc nhất tại Giải thưởng Tinh thần Độc lập. Song song đó, tháng 12 năm 2007, Thang Duy được CineAsia vinh danh là Ngôi sao nữ Châu Á của năm, trước đó vào tháng 10 cùng năm, cô cũng được Variety bình chọn là một trong 10 Diễn viên đáng xem nhất năm.
Ngày 7 tháng 3 năm 2008, Ủy ban nhà nước về điện ảnh, phát thanh và truyền hình Trung Quốc (gọi tắt là SARFT) đã thông báo trên các phương tiện thông tin truyền thông đại chúng về lệnh cấm quảng bá hình ảnh nữ diễn viên Thang Duy mà "không nói rõ cụ thể lý do". Theo đó, tất cả các quảng cáo trên báo in có sử dụng hình ảnh của nữ diễn viên phải bị kéo xuống, ngoài ra, tất cả các lễ trao giải thưởng điện ảnh ở Trung Quốc đại lục có sự tham gia của Thang Duy cũng như đội ngũ các nhà sản xuất Sắc, Giới trong danh sách khách mời đều phải xin phép và được sự đồng ý, cho phép đến từ phía chính quyền, đồng thời, mọi bài đăng trên diễn đàn, mạng xã hội có nội dung bàn luận về bộ phim cùng Thang Duy đều bị gỡ, xóa bỏ.
Được biết, ngoài thiệt hại 6 triệu nhân dân tệ hợp đồng quảng cáo với Ponds, Thang Duy còn mất luôn một hợp đồng đóng phim cùng Lưu Đức Hoa, vai diễn chính trong The Warrior and the Wolf cũng bị thay thế bởi Maggie Q. Sau sự kiện cấm vận lần này, những hợp đồng đóng phim và quảng cáo đều lần lượt từ bỏ cô. Thang Duy cũng nhận được sự ủng hộ từ một số người hâm mộ và khán giả yêu mến cô. Theo họ, Thang Duy không sai khi hi sinh vì nghệ thuật, và tài năng diễn xuất của cô đáng được thừa nhận. Sau đó, cô xin trở thành công dân Hồng Kông để có thể tự do hơn trong công việc.

### 2010 - 2012: Từng bước trở lại màn ảnh rộng
Để vượt qua quãng thời gian khó khăn nhất trong sự nghiệp, công ty quản lý và đạo diễn Lý An đã tìm cách thu xếp cho Thang Duy sang Anh học kịch nghệ. Tháng ngày trở lại làm sinh viên, cô vừa nâng cao diễn xuất, vừa cố gắng trau dồi tiếng Anh. Thang Duy quay trở lại màn ảnh rộng với bộ phim hài - lãng mạn Hồng Kông Nguyệt Mãn Hiên Ni Thi của đạo diễn Ngạn Tây, đóng cặp cùng thiên vương Trương Học Hữu. Bộ phim giúp cô chiến thắng Nữ diễn viên xuất sắc nhất tại giải thưởng Điện ảnh Truyền thông Trung Quốc lần thứ 11. Đây cũng là giải thưởng đầu tiên của cô sau lệnh cấm vận ở quê hương. Cùng năm, cô lần đầu góp mặt trong một bộ phim điện ảnh Hàn Quốc khi kết hợp với tài tử Hyun Bin trong tác phẩm Thu muộn của đạo diễn Kim Tae-yong, người sẽ là chồng cô sau này. Bộ phim chinh phục khán giả Hàn Quốc và đưa cô trở thành diễn viên ngoại quốc đầu tiên thắng giải thưởng Nghệ thuật Baeksang cho Nữ diễn viên xuất sắc nhất. Thu muộn trở thành bộ phim Hàn Quốc có doanh thu cao nhất mọi thời đại tại Trung Quốc.
Năm 2010, cô được thông báo sẽ góp mặt trong phim Kiến đảng vĩ nghiệp, một bộ phim bom tấn quy tụ dàn sao hạng A Trung Quốc nhằm kỉ niệm 90 năm thành lập Đảng Cộng sản Trung Quốc. Tuy nhiên, khi ra rạp vào năm sau đó, tất cả các cảnh quay của cô đều đã bị cắt bỏ làm dấy lên nghi vấn lệnh cấm vận của cô vẫn chưa được dỡ bỏ hoàn toàn mặc dù cô đã được tự do xuất hiện trên các phương tiện truyền thông đại chúng. Vào tháng 12 năm 2011, cô cũng lồng tiếng cho nhân vật Pia Sahastrabuddhe trong San Geshagua, phiên bản lồng tiếng Quan Thoại của bộ phim bom tấn Bollywood 3 Idiots năm 2009 do Aamir Khan thủ vai chính.
Cũng trong năm 2011, Thang Duy tiếp tục quay lại điện ảnh với hai dự án phim lớn của Hồng Kông: Thiên thần tốc độ, một bộ phim về đua xe do Mã Sở Thành làm đạo diễn và Võ hiệp của Trần Khả Tân, một bộ phim chính kịch - võ thuật công chiếu tại Liên hoan phim Cannes lần thứ 64. Nếu Thiên thần tốc độ là một tác phẩm thất bại hoàn toàn ở cả phòng vé lẫn chuyên môn thì Võ hiệp lại tương đối thành công ở cả 2 mảng khi đem về nhiều giải thưởng tại các giải Kim Mã, Kim Tượng năm đó cũng như nhận về nhiều lời khen ngợi từ giới phê bình quốc tế, đặc biệt, phim thu về hơn 100 triệu NDT ngay trong tuần đầu công chiếu, đồng thời đứng đầu phòng vé Trung Quốc tại thời điểm đó.

### 2013 - nay: Trên đà phục hồi đỉnh cao
Đến năm 2013, Thang Duy hợp tác cùng nam diễn viên Ngô Tú Ba trong bộ phim Trung Quốc đầu tiên từ sau lệnh cấm vận thuộc thể loại hài - lãng mạn Truy tìm người hoàn hảo của nữ đạo diễn Tiết Hiểu Lộ. Cô vào vai một cô gái trẻ trốn đến Seattle để sinh con sau khi bạn trai cô, vốn là một doanh nhân đã có gia đình bất ngờ đổ nợ và lâm vào kiện tụng. Bộ phim trở thành hit phòng vé "nổ chậm" đúng nghĩa khi mang về doanh thu khủng 518 triệu NDT (tương đương với $84,4 triệu) và lọt top 10 doanh thu phim nội địa năm 2013, gấp hơn 16 lần so với kinh phí sản xuất chỉ vỏn vẹn 30 triệu NDT. Thang Duy cũng nhận về nhiều lời khen ngợi cho màn trình diễn tuyệt vời của cô. Truy tìm người hoàn hảo đem tên tuổi của cô một lần nữa phổ biến trở lại trước công chúng Trung Quốc.
Một năm sau đó, Thang Duy thủ vai nữ chính Tiêu Hồng trong tác phẩm chính kịch - tiểu sử Thời đại hoàng kim của nữ đạo diễn nổi tiếng người Hồng Kông Hứa An Hoa, phim công chiếu bế mạc tại Liên hoan phim Venice lần thứ 71. Mặc dù thất bại ở phòng vé nhưng phim thu về nhiều đánh giá tương đối tích cực của giới phê bình trong nước. Thời đại hoàng kim đã chiến thắng 5 giải thưởng Kim Tượng trước khi được chọn làm đại diện Hồng Kông đi tranh giải Oscar lần thứ 87. Với vai diễn Tiêu Hồng, màn thể hiện của Thang Duy cũng nhận nhiều phản hồi vô cùng tích cực khi cô nhận về 4 đề cử Nữ diễn viên xuất sắc tại giải Kim Mã lần thứ 51, giải thưởng Kim Tượng lần thứ 34, giải Kim Kê lần thứ 30 và Giải thưởng Điện ảnh Châu Á lần thứ 9.
2015 là năm mà Thang Duy hoạt động sôi nổi nhất với nhiều dự án phim đầy triển vọng như: Mệnh trung chú định, Tam thành ký, Chuyện tình công sở nhưng cuối cùng đều không thành công được như mong đợi. Cô chính thức ra mắt trong bộ phim Hollywood đầu tay là Blackhat, một bộ phim hành động - giật gân có sự tham gia của tài tử Chris Hemsworth, minh tinh từng đoạt giải Oscar Viola Davis và Vương Lực Hoành, bạn diễn cũ của cô trong Sắc, Giới.
Năm 2016, Thang Duy phục thù phòng vé với phần 2 của Truy tìm người hoàn hảo, tái hợp nữ đạo diễn Tiết Hiểu Lộ và bạn diễn Ngô Tú Ba. Truy tìm người hoàn hảo 2: Cuốn sách tình yêu trở thành bom tấn phòng vé và lập kỉ lục doanh thu mọi thời đại tại Trung cho thể loại phim hài - lãng mạn. Bộ phim cũng lọt top 10 phim nội địa có tổng doanh thu cao nhất năm 2016.
Hai năm sau, Thang Duy tái xuất Liên hoan phim Cannes với bộ phim arthouse Đêm tối cuối cùng ở địa cầu tham gia tranh giải Un Certain Regard của đạo diễn trẻ Tất Cống. Bất chấp gây ra nhiều tranh cãi trong nội bộ khán giả đại chúng về nội dung kịch bản khó hiểu, bộ phim vẫn kịp lập kỉ lục pre-sales tickets cao nhất mọi thời đại tại thời điểm đó khi mang về 100 triệu NDT và nhanh chóng trở thành phim arthouse có doanh thu cao nhất mọi thời đại. Trang web tổng hợp phê bình nổi tiếng thế giới Rotten Tomatoes đã cho mức đánh giá phê bình là 93% dựa trên 92 bài đánh giá phim khác nhau, với điểm trung bình là 7,9/10. Sự đồng thuận quan trọng của trang web cho biết: "Tác phẩm có thể khiến người xem thất vọng khi tìm kiếm một câu chuyện dễ theo dõi, dễ hiểu nhưng những hình ảnh chân thực mạnh mẽ và kĩ thuật quay phim tinh tế của Tất Cống đã hoàn toàn thành công." Bên cạnh đó, trên một chuyên trang web tổng hợp phê bình khác là Metacritic, tác phẩm đã nhận tổng điểm 88 trên 100 dựa trên 23 bài phê bình, đạt chứng nhận "Universal Acclaim".
Cuối năm 2019, Thang Duy trở lại màn ảnh nhỏ với vai nữ chính Tôn Nhược Vi trong Đại Minh Phong Hoa. Đây là bộ phim truyền hình đầu tiên sau 13 năm kể từ bộ phim Phụ nữ không khóc của Thang Duy vào năm 2006. Trở lại với công chúng, cô tiếp tục thử thách bản thân khi lần đầu tham gia thử sức vai nữ chính trong bộ phim truyền hình cổ trang mang yếu tố lịch sử. Đại Minh Phong Hoa được cải biên từ tiểu thuyết Lục triều kỷ sự của tác giả Liên Tĩnh Trúc Y. Bộ phim lấy bối cảnh những năm đầu nhà Minh xoay quanh cuộc đời hoàng hậu Tôn Nhược Vi, người phụ nữ quyền lực trải qua 5 đời đế vương - dựa theo nguyên mẫu lịch sử là Hiếu Cung Chương Hoàng hậu. Cùng năm, cô có dự án điện ảnh lớn Người thổi còi nhưng cũng không thành công.
Năm 2022, Thang Duy bùng nổ danh tiếng khi tái xuất màn ảnh Hàn Quốc trong tác phẩm tham gia tranh giải Cành cọ vàng của đạo diễn Park Chan Wook mang tên Quyết tâm chia tay. Nội dung bộ phim kể về chuyện tình ngang trái đầy khắc khổ giữa một thanh tra cảnh sát điều tra và một góa phụ bí ẩn người Trung Quốc, người đang là nghi can bị buộc tội giết chồng. Phim nhận về vô số lời tán dương nhiệt liệt từ trong và ngoài nước và màn trình diễn của Thang Duy cũng gây ấn tượng với giới phê bình quốc tế khi thể hiện một nàng thơ đầy xinh đẹp quyến rũ và ẩn chứa nhiều bí mật. Qua đó, cô cũng lần đầu nhận về đề cử Nữ diễn viên xuất sắc nhất tại Liên hoan phim Cannes lần thứ 75.

## Vai diễn Vương Giai Chi & những tranh cãi
Vai diễn 'Vương Giai Chi' trong Sắc, Giới là vai diễn điện ảnh đầu tay của Thang Duy, cũng là vai diễn đã giúp cô nổi tiếng. Vai này được nhiều nhà phê bình điện ảnh đánh giá là "xuất sắc" và nhận được nhiều giải thưởng danh giá. Tuy nhiên, sau khi phim được công chiếu tại quê nhà Trung Quốc, 'Vương Giai Chi' nhận được nhiều phản ứng tiêu cực của khán giả, xoay quanh những cảnh ân ái táo bạo trong phim. Vì có những màn tiếp xúc da thịt quá trần trụi và mãnh liệt, thậm chí Thang Duy còn gần như phơi bày toàn bộ cơ thể trên màn ảnh, Sắc, Giới bị khán giả nghi ngờ theo hai luồng quan điểm khác nhau. Ai nấy dành ra hàng tá thì giờ để săm soi, phân tích các cảnh 18+ trong phim (vốn đã được đạo diễn Lý An cắt xén đáng kể), và cho rằng có thể cả hai đã dùng đóng thế, hoặc họ đã... "ân ái" với nhau thật. Thế nhưng so với luận điểm đầu thì khả năng "người thật việc thật" lại lan truyền mạnh mẽ hơn. Một số ít người cho rằng những cảnh làm tình như vậy thật sự không thật cần thiết cho nội dung phim mà chỉ góp phần biến tác phẩm trở thành một bộ phim khiêu dâm, họ kêu gọi tẩy chay Thang Duy vì gây tổn hại tới thuần phong mỹ tục Trung Hoa truyền thống. Tuy vậy phần đông đoàn làm phim vẫn thể hiện sự ủng hộ lớn cho vai diễn, trong đó có đạo diễn Lý An, đạo diễn Phùng Tiểu Cương, vợ chồng nam diễn viên Lương Triều Vỹ - Lưu Gia Linh,...
Lý do khiến SARFT "cấm vận" Thang Duy là để thanh lọc hình ảnh trên các phương tiện truyền thông trước kỳ Thế vận hội Bắc Kinh năm 2008. Nhưng báo giới Trung Quốc hoài nghi, đây không phải là lý do chính khiến Thang Duy gặp trục trặc tại chính quê nhà. Nhiều lý do được đưa ra, nhưng phần đông đều cho rằng, chính sự nổi tiếng chớp nhoáng và mức độ ảnh hưởng của Thang Duy sau Sắc, Giới trên trường quốc tế là lý do khiến cô gặp trở ngại tại Trung Quốc. Cũng có ý kiến cho rằng, vai diễn của Thang Duy trong phim vốn là mật gián nhưng lại phản bội quê nhà tiếp tay cho Hán gian (vai diễn của Lương Triều Vỹ trong phim) nên làm xấu đi bộ mặt các chiến sĩ kháng Nhật trong mắt người dân Trung Quốc và cả giới trẻ.
Vì thế, thay vì phong sát cả đoàn phim, SARFT chỉ đành phong sát Thang Duy để "cảnh cáo" vì lúc đó cả đạo diễn đại tài gốc Đài Loan Lý An và Ảnh đế người Hồng Kông Lương Triều Vỹ đều là những tên tuổi tầm cỡ của làng điện ảnh quốc tế còn cô mới chỉ là một ngôi sao mới nổi. Phản ứng trước những lời nhận xét này, đại diện của SARFT chỉ ra rằng, Thang Duy là một diễn viên tài năng, là một nghệ sĩ hết lòng hi sinh vì nghệ thuật, một ngôi sao sáng, nhưng những cảnh quay trong Sắc, Giới thực sự không thích hợp với thuần phong mỹ tục của phương Đông. Họ cho rằng nếu Thang Duy nổi tiếng bởi những hình ảnh trần trụi trên phim thì sẽ gây ảnh hưởng xấu tới thế hệ trẻ, những người luôn sẵn sàng tiếp nhận và học theo thần tượng.
Sau khi lệnh cấm được ban hành ngay tại chính quê nhà, sự nổi tiếng của Thang Duy đã giảm đi đáng kể. Cô đành rẽ hướng sang hoạt động diễn xuất trong các bộ phim Hồng Kông, Hàn Quốc, Đài Loan và nhận nhiều thành tựu nổi bật. Mãi tới năm 2013, khi lệnh cấm đã được dỡ bỏ hoàn toàn, và Thang Duy mới đường đường chính chính xuất hiện trở lại trong các bộ phim thuần Trung Quốc.

## Danh sách phim

### Kịch
| Năm  | Tựa đề               | Vai            |
| ---- | -------------------- | -------------- |
| 2001 | A Dream Like a Dream | Lai Shengchuan |
| 2004 | Che Guevara          | Yang Ting      |

### Phim truyền hình
| Năm  | Tựa đề                                   | Bạn diễn                                                       | Vai             |
| ---- | ---------------------------------------- | -------------------------------------------------------------- | --------------- |
| 1999 | Chinese Female Football                  |                                                                | Thủ môn (cameo) |
| 2004 | Nữ cảnh sát Yên Tử (Policewoman Swallow) | Điền Vũ                                                        | Yên Tử          |
| 2005 | Born in the 60s                          |                                                                | Nhạc Lâm Lâm    |
| 2006 | Phụ nữ không khóc (Silent Tears)         | Đặng Siêu, Điền Hải Dung, Giả Nãi Lượng, Mã Khả, Diêu Thiên Vũ | Thượng Lệ       |
| 2019 | Đại Minh phong hoa (Empress of The Ming) | Chu Á Văn, Kiều Chấn Vũ, Trương Nghệ Hưng, Đặng Gia Giai       | Tôn Nhược Vi    |

### Phim điện ảnh
| Năm  | Tựa đề                                                      | Vai              | Bạn diễn                                                          | Đạo diễn         | Ghi chú |
| ---- | ----------------------------------------------------------- | ---------------- | ----------------------------------------------------------------- | ---------------- | --- |
| 2007 | Sắc, Giới (Lust, Caution)                                   | Vương Giai Chi   | Lương Triều Vỹ, Vương Lực Hoành, Trần Xung                        | Lý An            | Đoạt giải Sư tử vàng tại LHP Venice 2007, đề cử cho Phim ngoại ngữ xuất sắc nhất tại Quả cầu vàng 2007 và 2 đề cử khác tại giải thưởng BAFTA 2008. |
| 2010 | Nguyệt mãn Hiên Ni Thi (Crossing Hennesy)                   | Ái Liên          | Trương Học Hữu                                                    | Ngạn Tây         | Đây là bộ phim khai mạc cho Liên hoan phim Quốc tế Hồng Kông lần thứ 34.                                                                           |
| 2010 | Thu muộn (Late Autumn)                                      | Anna             | Hyun Bin                                                          | Kim Tae-yong     | Cô trở thành diễn viên ngoại quốc đầu tiên thắng Nữ chính xuất sắc nhất tại Giải thưởng Nghệ thuật Beaksang Hàn Quốc lần thứ 47.                   |
| 2011 | Kiến Đảng Vĩ Nghiệp                                         | Đào Nghị         |                                                                   | Hoàng Kiến Tân   | Vai diễn đã bị cắt khỏi phim. |
| 2011 | Võ hiệp (Dragon)                                            | A Ngọc           | Chân Tử Đan, Kim Thành Vũ                                         | Trần Khả Tân     | Lập kỉ lục Guiness cho bảng quảng cáo có kích thước lớn nhất mọi thời đại. Được tạp chí Time bình chọn là 1 trong 10 phim hay nhất năm 2012.       |
| 2011 | Thiên Thần Tốc Độ (Speed Angels)                            | Hồng Tiểu Y      | Lâm Chí Dĩnh, Trương Bá Chi, Han Jae-suk, Lưu Nhược Anh           | Mã Sở Thành      | |
| 2013 | Truy tìm người hoàn hảo (Finding Mr. Right)                 | Văn Gia Gia      | Ngô Tú Ba                                                         | Tiết Hiểu Lộ     | |
| 2014 | Thời đại hoàng kim (The Golden Era)                         | Tiêu Hồng        | Phùng Thiệu Phong, Hác Lôi, Chu Á Văn, Đường Nghệ Hân, Hoàng Hiên | Hứa An Hoa       | Tác phẩm đại diện Hồng Kông đi tranh giải Oscar lần thứ 87 cho Phim ngoại ngữ xuất sắc nhất.                                                       |
| 2015 | Trùm mũ đen (Blackhat)                                      | Trần Liên        | Chris Hemsworth, Viola Davis, Vương Lực Hoành, John Ortiz         | Michael Mann     | Phim Hollywood đầu tay. |
| 2015 | Truy lùng quái yêu (Monster Hunt)                           | Bà chủ tiệm đồ   | Tỉnh Bách Nhiên, Bạch Bách Hà                                     | Hứa Thành Nghị   | Cameo |
| 2015 | Mệnh trung chú định (Only You)                              | Phương Viên      | Liêu Phàm, Lưu Đào                                                | Trương Cáo       | |
| 2015 | Tam thành ký (A Tale of Three Cities)                       | Trần Nguyệt Vinh | Lưu Thanh Vân, Tần Hải Lộ, Tỉnh Bách Nhiên                        | Trương Uyển Đình | Nội dung phim dựa trên chuyện tình cảm thời chiến tranh của cha mẹ Thành Long.                                                                     |
| 2015 | Giới văn phòng hoa lệ (Office)                              | Tô Phi           | Châu Nhuận Phát, Trương Ngải Gia, Trần Dịch Tấn                   | Đỗ Kỳ Phong      | |
| 2016 | Cuốn sách tình yêu (Book of love)                           | Văn Gia Gia      | Ngô Tú Ba, Lục Nghị                                               | Tiết Hiểu Lộ     | Phim thuộc thể loại hài tình cảm (Rom-com film) có doanh thu cao nhất mọi thời đại tại Trung.                                                      |
| 2018 | Đêm Tối Cuối Cùng Ở Địa Cầu (Long Day's Journey Into Night) | Vạn Ỷ Văn        | Hoàng Giác, Trương Ngải Gia                                       | Tất Cống         | Tác phẩm khai mạc Kim Mã lần thứ 55. |
| 2019 | Push and Shove                                              | Si Nhữ Sĩ        |                                                                   | Ngô Nam          | Cameo |
| 2019 | Người Thổi Còi (The Whistleblower)                          | Châu Văn         | Lôi Giai Âm, Leon Stripp                                          | Tiết Hiểu Lộ     | Dự án phim hợp tác lớn nhất của Trung - Mỹ - Úc.                                                                                                   |
| 2022 | Quyết tâm chia tay (Decision to Leave)                      | Song Seo-rae     | Park Hae-il, Go Kyung Pyo                                         | Park Chan-wook   | Đoạt giải Đạo diễn xuất sắc nhất tại LHP Cannes 2022. Tác phẩm đại diện Hàn Quốc đi tranh giải Oscar lần thứ 95 cho Phim Quốc tế hay nhất.         |
| 2024 | Wonderland                                                  | Bạch Lý          | Gong Yoo, Park Bo Gum, Suzy, Choi Woo Sik, Jung Yu Mi             | Kim Tae-yong     | Phim Hàn Quốc do Netflix sản xuất. |

## Giải thưởng và đề cử
| Năm  | Giải thưởng                                                       | Danh mục                                                   | Phim                    | Kết quả   |
| ---- | ----------------------------------------------------------------- | ---------------------------------------------------------- | ----------------------- | --------- |
| 2006 | Giải thưởng truyền hình Kênh CCTV                                 | Nữ diễn viên phim truyền hình số mới                       | Nữ cảnh sát Yên Tử      | Đoạt giải |
| 2007 | Giải Kim Mã lần thứ 44                                            | Diễn viên mới xuất sắc nhất                                | Sắc, Giới               | Đoạt giải |
| 2007 | Giải Kim Mã lần thứ 44                                            | Nữ diễn viên xuất sắc nhất                                 | Sắc, Giới               | Đề cử     |
| 2007 | Giải thưởng Điện ảnh Hồng Kông Thiết Tượng lần thứ 1              | Nữ diễn viên xuất sắc nhất                                 | Sắc, Giới               | Đoạt giải |
| 2007 | Giải thưởng của Hiệp hội phê bình phim Chicago lần thứ 20         | Giải thưởng Laurence Olivier cho Diễn viên triển vọng nhất | Sắc, Giới               | Đề cử     |
| 2008 | International Online Cinema Awards lần thứ 6                      | Nữ diễn viên xuất sắc nhất                                 | Sắc, Giới               | Đề cử     |
| 2008 | Liên hoan phim Cannes lần thứ 61                                  | Giải thưởng Trophée Chopard cho Diễn viên triển vọng       | Sắc, Giới               | Đoạt giải |
| 2008 | Giải BAFTA lần thứ 61                                             | Giải thưởng Rising Star cho Ngôi sao mới nổi               | Sắc, Giới               | Đề cử     |
| 2008 | Giải thưởng Điện ảnh châu Á lần thứ 2                             | Nữ diễn viên xuất sắc nhất                                 | Sắc, Giới               | Đề cử     |
| 2008 | Giải thưởng của Hiệp hội phê bình phim Las Vegas lần thứ 3        | Nữ diễn viên xuất sắc nhất                                 | Sắc, Giới               | Đoạt giải |
| 2008 | Giải thưởng Điện ảnh Truyền thông Trung Quốc lần thứ 8            | Diễn viên mới xuất sắc nhất                                | Sắc, Giới               | Đoạt giải |
| 2008 | Giải thưởng Điện ảnh Truyền thông Trung Quốc lần thứ 8            | Nữ diễn viên xuất sắc nhất                                 | Sắc, Giới               | Đề cử     |
| 2008 | Giải thưởng Tinh thần Độc lập lần thứ 25                          | Nữ diễn viên xuất sắc nhất                                 | Sắc, Giới               | Đề cử     |
| 2010 | Giải Kim Mã lần thứ 47                                            | Nữ diễn viên xuất sắc nhất                                 | Nguyệt mãn hiên ni thi  | Đề cử     |
| 2011 | Giải thưởng Điện ảnh Truyền thông Trung Quốc lần thứ 11           | Nữ diễn viên xuất sắc nhất                                 | Nguyệt mãn hiên ni thi  | Đoạt giải |
| 2011 | Giải thưởng Điện ảnh Hồng Kông Kim Tượng lần thứ 30               | Nữ diễn viên xuất sắc nhất                                 | Nguyệt mãn hiên ni thi  | Đề cử     |
| 2011 | Giải thưởng của Hiệp hội phê bình phim Hồng Kông                  | Nữ diễn viên xuất sắc nhất                                 | Nguyệt mãn hiên ni thi  | Đề cử     |
| 2011 | Giải thưởng Nghệ thuật Baeksang lần thứ 47                        | Nữ diễn viên xuất sắc nhất - Hạng mục phim điện ảnh        | Thu muộn                | Đoạt giải |
| 2011 | Giải thưởng Nghệ thuật Baeksang lần thứ 47                        | Nữ diễn viên được yêu thích nhất                           | Thu muộn                | Đề cử     |
| 2011 | Giải thưởng Điện ảnh Rồng Xanh lần thứ 22                         | Nữ diễn viên xuất sắc nhất                                 | Thu muộn                | Đề cử     |
| 2011 | Giải thưởng Hiệp hội phê bình phim Busan lần thứ 12               | Nữ diễn viên xuất sắc nhất                                 | Thu muộn                | Đoạt giải |
| 2011 | Giải thưởng Hiệp hội phê bình phim Hàn Quốc lần thứ 31            | Nữ diễn viên xuất sắc nhất                                 | Thu muộn                | Đoạt giải |
| 2011 | Giải thưởng Hiệp hội phóng viên báo chí Hàn Quốc Cine21           | Nữ diễn viên của năm                                       | Thu muộn                | Đoạt giải |
| 2012 | Giải thưởng Điện ảnh Hồng Kông Kim Tượng lần thứ 31               | Nữ diễn viên xuất sắc nhất                                 | Võ hiệp                 | Đề cử     |
| 2013 | Giải thưởng Hiệp hội phê bình phim Thượng Hải                     | Nữ diễn viên xuất sắc nhất                                 | Truy tìm người hoàn hảo | Đoạt giải |
| 2014 | Giải thưởng Hiệp hội Đạo diễn Điện ảnh Trung Quốc lần thứ 5       | Nữ diễn viên xuất sắc nhất                                 | Truy tìm người hoàn hảo | Đoạt giải |
| 2014 | Giải Bách Hoa lần thứ 32                                          | Nữ diễn viên xuất sắc nhất                                 | Truy tìm người hoàn hảo | Đề cử     |
| 2014 | Giải thưởng Điện ảnh Hồng Kông Kim Tượng lần thứ 33               | Nữ diễn viên xuất sắc nhất                                 | Truy tìm người hoàn hảo | Đề cử     |
| 2014 | Liên hoan phim Sinh viên Bắc Kinh lần thứ 21                      | Nữ diễn viên xuất sắc nhất                                 | Truy tìm người hoàn hảo | Đoạt giải |
| 2014 | Liên hoan phim Quốc tế Trung Quốc lần thứ 6                       | Nữ diễn viên xuất sắc nhất                                 | Thời đại hoàng kim      | Đoạt giải |
| 2015 | Giải Kim Kê lần thứ 30                                            | Nữ diễn viên xuất sắc nhất                                 | Thời đại hoàng kim      | Đề cử     |
| 2015 | Giải Kim Mã lần thứ 51                                            | Nữ diễn viên xuất sắc nhất                                 | Thời đại hoàng kim      | Đề cử     |
| 2015 | Giải thưởng Điện ảnh Hồng Kông Kim Tượng lần thứ 34               | Nữ diễn viên xuất sắc nhất                                 | Thời đại hoàng kim      | Đề cử     |
| 2015 | Giải thưởng Hiệp hội Đạo diễn Điện ảnh Hồng Kông lần thứ 9        | Nữ diễn viên xuất sắc nhất                                 | Thời đại hoàng kim      | Đoạt giải |
| 2015 | Giải thưởng Điện ảnh châu Á lần thứ 9                             | Nữ diễn viên xuất sắc nhất                                 | Thời đại hoàng kim      | Đề cử     |
| 2015 | Liên hoan phim Sinh viên Bắc Kinh lần thứ 22                      | Nữ diễn viên xuất sắc nhất                                 | Thời đại hoàng kim      | Đề cử     |
| 2016 | Giải thưởng Điện ảnh Hồng Kông Kim Tượng lần thứ 35               | Nữ diễn viên xuất sắc nhất                                 | Tam thành ký            | Đề cử     |
| 2017 | Giải thưởng Điện ảnh Hồng Kông Kim Tượng lần thứ 36               | Nữ diễn viên xuất sắc nhất                                 | Cuốn sách tình yêu      | Đề cử     |
| 2022 | Liên hoan phim Cannes lần thứ 75                                  | Nữ diễn viên xuất sắc nhất                                 | Quyết tâm chia tay      | Đề cử     |
| 2022 | Chunsa Film Art Awards lần thứ 27                                 | Nữ diễn viên xuất sắc nhất                                 | Quyết tâm chia tay      | Đoạt giải |
| 2022 | Giải thưởng Điện ảnh BUIL lần thứ 31                              | Nữ diễn viên xuất sắc nhất                                 | Quyết tâm chia tay      | Đoạt giải |
| 2022 | Giải thưởng Hiệp hội phê bình phim Hàn Quốc lần thứ 42            | Nữ diễn viên xuất sắc nhất                                 | Quyết tâm chia tay      | Đoạt giải |
| 2022 | Giải thưởng Điện ảnh Đại Chung lần thứ 58                         | Nữ diễn viên xuất sắc nhất                                 | Quyết tâm chia tay      | Đề cử     |
| 2022 | Giải thưởng Điện ảnh Rồng Xanh lần thứ 43                         | Nữ diễn viên xuất sắc nhất                                 | Quyết tâm chia tay      | Đoạt giải |
| 2022 | Giải thưởng Hiệp hội các nhà sản xuất phim ảnh Hàn Quốc lần thứ 9 | Nữ diễn viên xuất sắc nhất                                 | Quyết tâm chia tay      | Đoạt giải |
| 2022 | Golden Cinematography Awards lần thứ 42                           | Nữ diễn viên xuất sắc nhất                                 | Quyết tâm chia tay      | Đoạt giải |
| 2022 | Sunset Circle Awards lần thứ 3                                    | Nữ diễn viên xuất sắc nhất                                 | Quyết tâm chia tay      | Đề cử     |
| 2022 | Florida Film Critics Circle Awards lần thứ 27                     | Nữ diễn viên xuất sắc nhất                                 | Quyết tâm chia tay      | Đề cử     |
| 2022 | Dublin Film Critics' Circle Awards lần thứ 17                     | Nữ diễn viên xuất sắc nhất                                 | Quyết tâm chia tay      | Đề cử     |
| 2022 | Giải thưởng Hiệp hội phóng viên báo chí Hàn Quốc Cine21           | Nữ diễn viên của năm                                       | Quyết tâm chia tay      | Đoạt giải |
| 2022 | New Mexico Critics Awards lần thứ 7                               | Nữ diễn viên phụ xuất sắc nhất                             | Quyết tâm chia tay      | Đoạt giải |
| 2023 | Director's Cut Awards lần thứ 21                                  | Nữ diễn viên trong phim điện ảnh xuất sắc nhất             | Quyết tâm chia tay      | Đoạt giải |
| 2023 | Giải thưởng Điện ảnh Châu Á lần thứ 16                            | Nữ diễn viên xuất sắc nhất                                 | Quyết tâm chia tay      | Đoạt giải |
| 2023 | Georgia Film Critics Association Awards lần thứ 12                | Nữ diễn viên xuất sắc nhất                                 | Quyết tâm chia tay      | Đề cử     |
| 2023 | International Cinephile Society Awards lần thứ 20                 | Nữ diễn viên xuất sắc nhất                                 | Quyết tâm chia tay      | Đề cử     |
| 2023 | International Online Cinema Awards lần thứ 21                     | Nữ diễn viên xuất sắc nhất                                 | Quyết tâm chia tay      | Đề cử     |
| 2023 | Giải thưởng Nghệ thuật Baeksang lần thứ 59                        | Nữ diễn viên xuất sắc nhất - Hạng mục phim điện ảnh        | Quyết tâm chia tay      | Đoạt giải |
| 2024 | Giải thưởng Điện ảnh Rồng Xanh lần thứ 45                         | Nữ diễn viên xuất sắc nhất                                 | Wonderland              | Đề cử     |